# 1490
Cette page concerne l'année 1490  du calendrier julien. Pour l'année 1490 av. J.-C., voir 1490 av. J.-C.
L'année 1490 est une année commune qui commence un vendredi.
Principaux événements :
- 25 novembre : mariage (par procuration) de la duchesse Anne de Bretagne avec Maximilien d'Autriche, fils de l'empereur Frédéric III et régent des Pays-Bas bourguignons (pour le roi de France Charles VIII, c'est un casus belli).

## Asie
- 24 décembre[1] : à la mort de Yakub, sultan des Ak Koyunlu, ses fils et neveux se disputent le pouvoir[2].

- En Inde, la dynastie des Sâluva tombe sous la domination de « maires du palais » à la mort de Narasimha. Narasa Nayaka, commandant suprême des armées, devient « protecteur » de l’Empire du Vijayanagar (fin en 1503)[3].
- Division du royaume de Géorgie à l'issue d'une longue guerre civile[4].

## Europe

### Événements non politiques
- 1er mars : séisme de Limagne qui provoque de gros dégâts à Clermont-Ferrand et à Riom.

### France (règne de Charles VIII)

#### Divers
- Janvier : Philippe de Commynes revient à la cour de France[5] et met ses talents de diplomate au service de Charles VIII. Il l’accompagne en Italie et en Allemagne, puis abandonne ses activités diplomatiques et politiques pour finir la rédaction de ses Mémoires.
- 30 juillet : les insurgés[pas clair] pillent et incendient Quimper[6].
- 28 décembre : l'ordonnance de Moulins impose que les « langues vulgaires et maternelles » (et non le latin), soient utilisées dans les interrogatoires et procès verbaux en Languedoc (voir édit de Villers-Cotterêts)[7].

#### Question du duché de Bretagne et de la duchesse Anne
En mourant vaincu par le roi de France Charles VIII à Saint-Aubin-du-Cormier (1488), le duc François II laisse le duché à sa fille Anne, née en 1477. Les conseillers de la duchesse essaient ensuite d'échapper à l'emprise du roi de France.
- 4 janvier : Anne de Bretagne déclare coupable du crime de lèse-majesté ceux qui se rallieraient au roi de France[6].
- 19 décembre : mariage par procuration à Rennes de la duchesse Anne âgée de 14 ans, avec Maximilien d'Autriche, fils de l'empereur Frédéric III et régent des Pays-Bas bourguignons. Pour Charles VIII, c'est un casus belli, étant donné que Maximilien, régent de ce qui reste de l'État bourguignon, est le successeur de Charles le Téméraire, le grand ennemi de Louis XI (le duché de Bretagne est attaqué en 1491 et le mariage cassé[8]).

### État bourguignon (règne de Philippe le Beau, régence de Maximilien d'Autriche)
L'État bourguignon, réduit par le traité d'Arras (1482) aux Pays-Bas bourguignons, est un rassemblement de fiefs français ou impériaux (les plus nombreux) entre les mains des ducs de Bourgogne de la maison de Valois, puis de leurs descendants Habsbourg, dont Philippe le Beau, fils de Marie de Bourgogne et de Maximilien d'Autriche, est le premier. Durant sa régence, Maximilien est confronté à plusieurs révoltes aux Pays-Bas.
- L'année 1490 est marquée par la défaite du « Jonker Frans » (François de Bréderode) à la tête d'une révolte de Hollandais du « parti des Hameçons », commencée en 1488.
- 23 juillet : François de Bréderode est vaincu par le stathouder Jean III d'Egmont lors de la bataille de Brouwershaven (Zélande)
- 11 août : condamné à mort, Bréderode meurt d'une maladie avant son exécution.

C'est le dernier épisode de la guerre des Crochets et des Cabillauds, commencée en 1345.

### Péninsule italienne (pontificat d'Innocent VIII)

#### République de Florence
- 1er août : à Florence, Jérôme Savonarole prêche sur l'Apocalypse au couvent San Marco. Il proclame la nécessité de réformer l’Église et annonce l'imminence de grandes épreuves. Son sermon sème l’agitation dans la ville par sa vive critique des mœurs de ses contemporains et a un grand retentissement dans les autres États d'Italie[9].
- Laurent de Médicis crée le Conseil des quatorze[10].

#### Lutte contre la menace ottomane
- 25 mars : répondant avec trois ans de retard à l’appel du pape, un congrès des princes se réunit à Rome pour discuter des mesures à prendre en vue de la protection des chrétiens contre les Turcs[11].
- 30 novembre : le pape Innocent VIII reçoit l’envoyé du sultan ottoman ; pour la première fois le Saint-Siège accueille une ambassade musulmane[12].

### Castille et Aragon (règne d'Isabelle de Castille et Ferdinand II d’Aragon)
Isabelle de Castille et Ferdinand d’Aragon, mariés depuis 1469, mènent depuis 1482 la guerre contre le royaume de Grenade, depuis 1238 dernier État musulman dans la péninsule Ibérique.
- À la fin de 1489, seule la ville de Grenade reste aux mains de Boabdil, qui s'est d'ailleurs engagé à la livrer, mais décide finalement de temporiser ; l'année 1490 est occupée par des négociations qui n'aboutissent à rien (une nouvelle offensive espagnole est lancée en avril 1491 et Boabdil finit par capituler).

### Angleterre (règne de Henri VII)
- 15 avril : Henri VII conclut un traité commercial avec la république de Florence[13].
- Juin-juillet : révolte paysanne en Cornouaille[6].

### Saint-Empire (règne de Frédéric III; Maximilien d'Autriche roi des Romains)
Le Saint-Empire romain germanique regroupe plusieurs centaines d'entités féodales, dont plusieurs dizaines sont des États souverains. L'empereur a, en tant que tel, un pouvoir limité. Mais Frédéric III (1452-1493) est aussi le chef de la maison de Habsbourg, et détient à ce titre plusieurs fiefs notamment en Autriche, Autriche antérieure et Alsace.
- 13 mars : début du règne de Charles II de Savoie (fin en 1496), régence de sa mère Blanche de Montferrat[14].
- 22 août : entrée triomphale de Maximilien d'Autriche à Vienne[15].
- septembre-octobre : Maximilien libère Vienne[pas clair] et la Basse-Autriche, puis envahit la Hongrie.
- novembre : l’expédition est suspendue, faute d’argent et à l'approche de l'hiver.

### Hongrie (règne de Matthias Corvin, puis de Ladislas Jagellon)
- 4 avril : mort de Mathias Corvin sans héritier (son fils illégitime Jean Corvin n'étant pas accepté par la Diète). Cinq candidats se disputent la couronne, parmi lesquels Maximilien d'Autriche et Ladislas Jagellon, roi de Bohême[16].
- 15 juillet : élection de Ladislas Jagellon comme roi de Hongrie[16].
- 21 septembre : couronnement de Ladislas à Székesfehérvár[17].
- 4 octobre : il épouse la veuve de Mathias, la princesse aragonaise Béatrice de Naples[18]. Ce mariage est considéré comme scandaleux par beaucoup de gens (il sera annulé par le pape).

## Naissances en 1490
- 21 février : Hans Dürer, peintre et graveur allemand († 1534 ou 1538).
- 24 mars : Giovanni Salviati, cardinal italien († 28 octobre 1553).

- Date précise inconnue ou non renseignée :
  - Bernardino da Asola, peintre italien († 1540).
  - Maturino Fiorentino, peintre italien († 1528).
  - Nicoletto de Modène, sculpteur, graveur et peintre italien († 1569).
  - Jacopo Siculo, peintre italien († 1544).
  - Jean-François du Soleil, mathématicien, astronome et ingénieur français († 1565).
  - Fermo Stella, peintre italien († 1562).

- Vers 1490 :
  - Giovanni Vincenzo Corso, peintre italien de l'école napolitaine († vers 1545).
  - Hans Döring, peintre et graveur sur bois allemand († 1558).
  - Battista Dossi, peintre italien († 1548).
  - Giorgio Gandini del Grano, peintre italien de l'école de Parme († 1538).
  - Gerolamo Giovenone, peintre italien († 1555).
  - Ashina Morikiyo, daimyo de l'époque Sengoku de l'histoire du Japon († 21 novembre 1553).
  - Lattanzio Pagani, peintre italien († 1568).
  - Albert Pighius, mathématicien et controversiste († 1542).
  - Heinrich Schreiber, mathématicien autrichien.

- - John Taverner, compositeur anglais († 18 octobre 1545).

- Avant 1490 :
- Pere Nunyes, peintre espagnol d'origine portugaise († 1554).

## Décès en 1490
- 6 avril : Mathias Corvin, roi de Hongrie.
- Laonicus Chalcondyle, historien grec, disciple de Gemiste Pléthon (° 1430)